# Radula cornucopiae
Radula cornucopiae là một loài rêu trong họ Radulaceae. Loài này được Spruce mô tả khoa học đầu tiên năm 1885.